# Marienkapelle (Stralsbach)

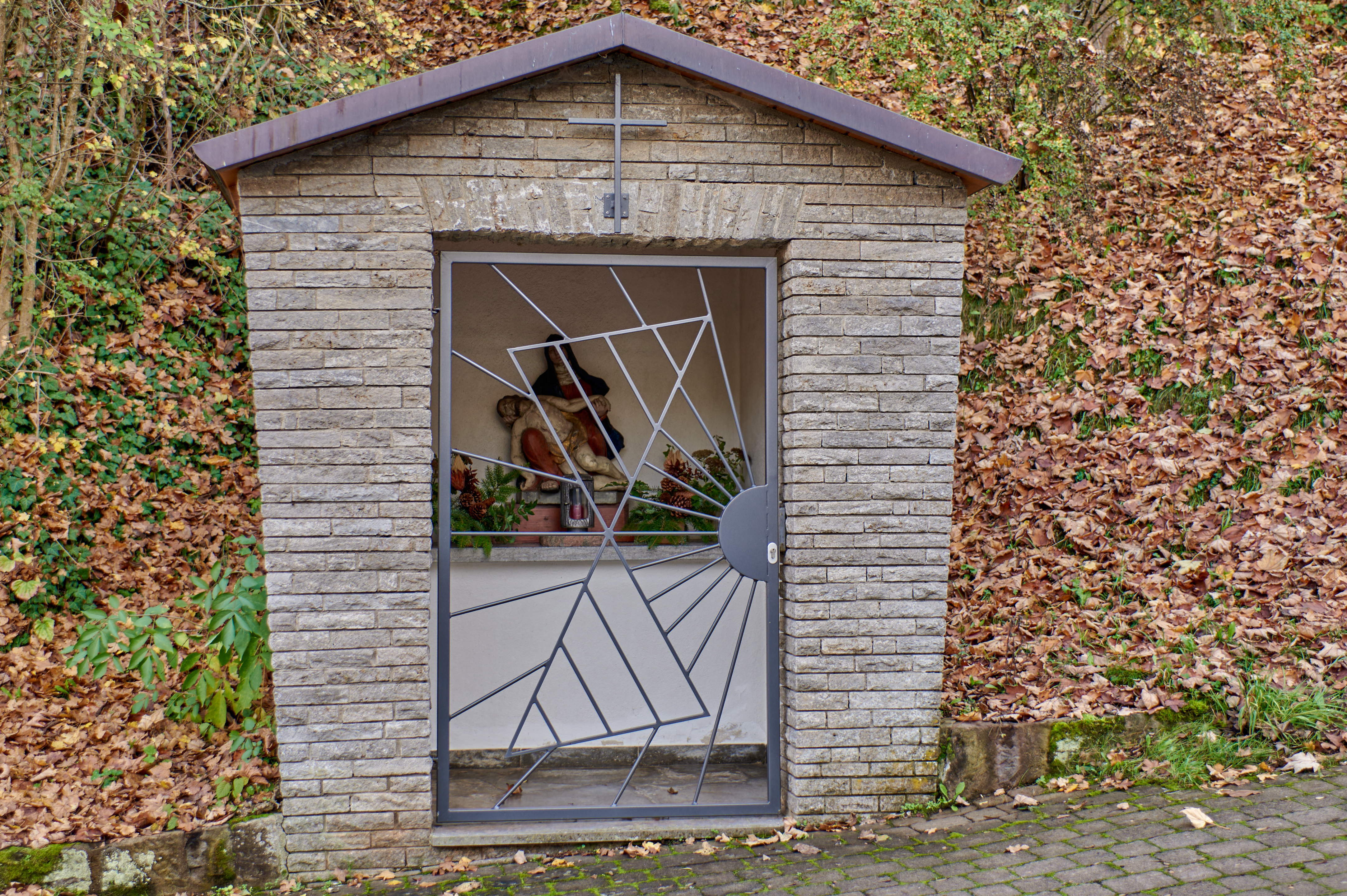
Feldkapelle in Stralsbach in der Henneberg-Straße 17

Die Marienkapelle ist eine kleine Kapelle in Stralsbach, einem Gemeindeteil des Marktes Burkardroth im unterfränkischen Landkreis Bad Kissingen. Die Kapelle gehört zu den Baudenkmälern von Burkardroth und ist unter der Nummer D-6-72-117-92 in der Bayerischen Denkmalliste registriert.

## Beschreibung
Die römisch-katholische Kapelle beherbergt eine Holzskulptur aus dem 17./18. Jahrhundert. Die Kapelle selbst wurde im Jahr 1964 erbaut und steht in der Henneberg-Straße 17 neben einem alten Brunnentrog für Pferdegespanne.
Die 281 cm hohe Kapelle ist mit einem Firstdach, Schmiedeeisentür und Altar ausgestattet. An der Schauseite befindet sich eine Bruchsteinverblendung. Die Wände sind verputzt. Das Dach besteht aus Eternit.
Die Wand hat eine Höhe von 230 cm, eine Breite von 26 cm und eine Länge von 2 m. Die Tür ist 2 m hoch und 20 cm breit. Der Altar im Inneren hat eine Höhe von 90 cm und eine Tiefe von 70 cm. Die Pietà ist 75 cm hoch. In der Kapelle befinden sich bemalte Gipsfiguren.